# Gândac de castravete

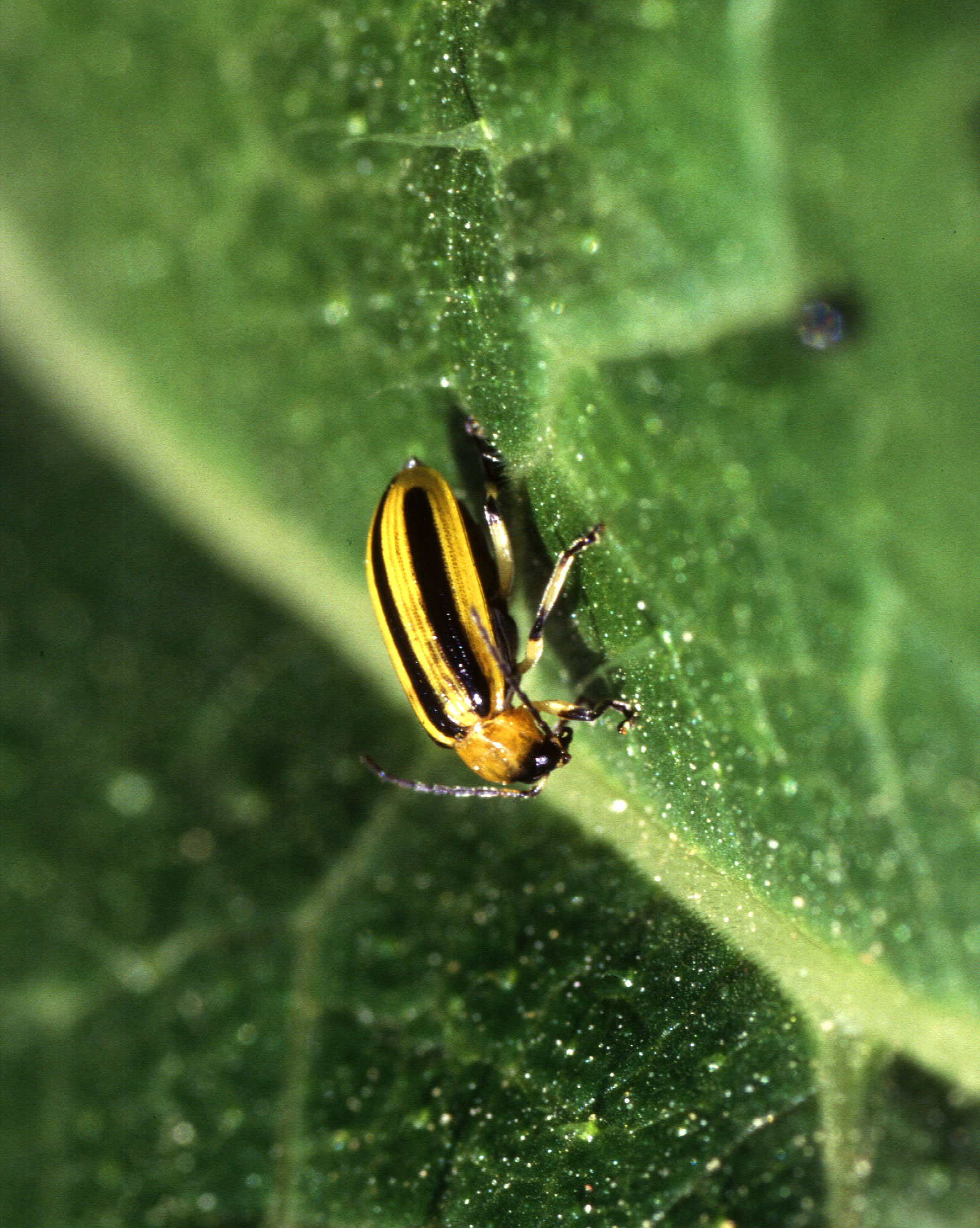
Gândacul dungat, Acalymma vittatum

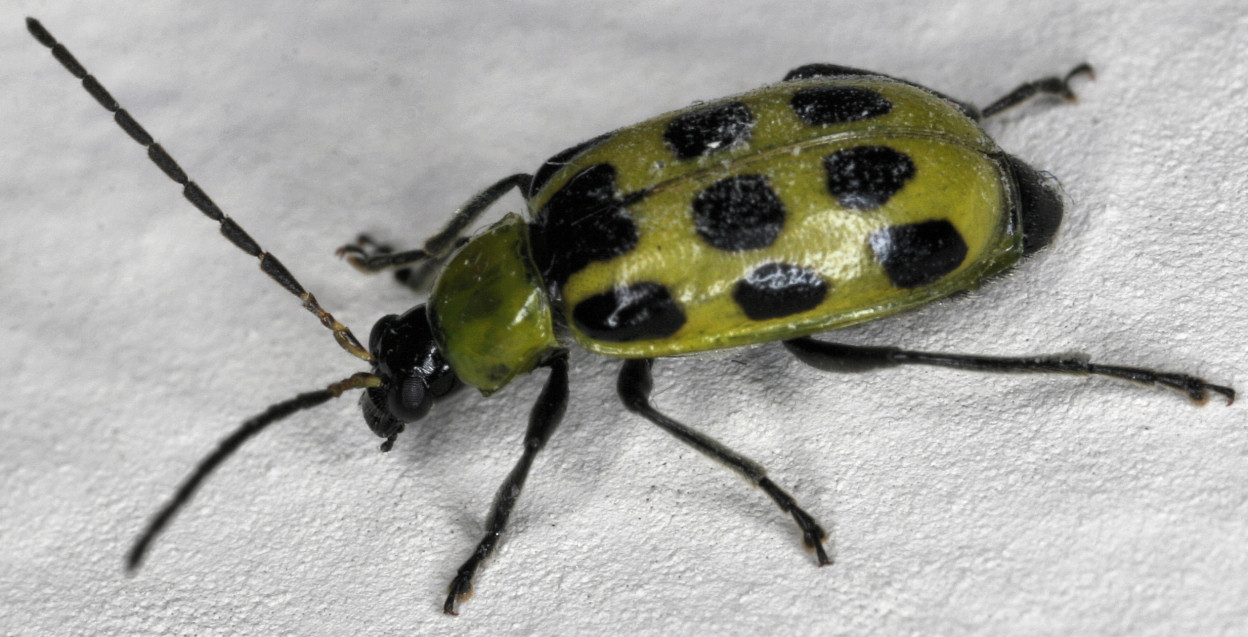
Gândacul punctat, Diabrotica undecimpunctata

Termenul de gândac de castravete este un nume comun dat membrilor genului de gândaci Diabrotica și Acalymma, ambele făcând parte din familia Chrysomelidae. Numele subliniază tendința adulților acestor specii de a fi găsiți pe frunzele și florile curcubitaceelor; printre aceste specii de curcubitacee se numără pepenele, castravetele și soiuri de dovlecel. 
Cei mai cunoscuți dăunător de plante din aceste familii sunt gândacul dungat și gândacul punctat, care se aseamănă cu o buburuză de culoare verde.